# Salix coggygria
Salix coggygria là một loài thực vật có hoa trong họ Liễu. Loài này được Hand.-Mazz. miêu tả khoa học đầu tiên năm 1929.